# Lucien Buysse
Lucien Buysse (Wontergem, 11 settembre 1892 – Deinze, 3 gennaio 1980) è stato un ciclista su strada e pistard belga.
Professionista dal 1913 al 1933, vinse un Tour de France. Aveva tre fratelli: Marcel, Cyrille e Jules. Inoltre aveva un figlio, Marcel (come suo fratello) e due nipoti, Albert e Norbert tutti divenuti poi ciclisti ma senza fortuna.

## Carriera
Professionista dal 1914 al 1933, corse per la Bianchi, la Alcyon-Soly, la Colonial, l'Automoto, la Louvet e la Dossche. Era il secondo dei fratelli Buysse. Si distinse sia su strada sia su pista, nelle corse a tappe e nelle sei giorni.
Dopo aver trascorso l'infanzia in una famiglia che considerava molto il ciclismo, anche in virtù delle prestazioni del fratello Marcel, che gareggiava nel professionismo dal 1909, Lucien Buysse a soli 17 anni, colse 15 successi nella categoria debuttanti e continuò fino al 1913 tra i giovani vincendo otto corse tra cui Giro del Belgio, Bruxelles-Liegi e le 24 ore di Boom.
Iniziò la carriera da professionista nel 1914, partecipando al Tour de France, che non concluse per via della prima guerra mondiale, e partecipò all'edizione del Giro del Belgio che conclude in sesta posizione.
Riprese la carriera dopo il conflitto bellico, ritirandosi al Tour de France 1919 e ottenendo un terzo posto alla Parigi-Roubaix del 1920 e un secondo posto alla Liegi-Bastogne-Liegi. Arrivò al secondo posto alla Milano-Trento-Trieste e terzo alla Strasburgo-Parigi. Partecipò al Giro del Belgio dove trovò il podio nella terza frazione, tra Liegi e Lussemburgo (284 km). Concluse la corsa al tredicesimo posto. Partecipò al Giro d'Italia del 1921, concludendo in quarta posizione. L'8 maggio 1921 si aggiudicò la quinta tappa al Giro del Belgio che finì all'undicesimo posto in classifica.
Nel 1923 concluse il Tour de France all'ottavo posto, vincendo una tappa e cogliendo due podi. Al Tour del 1924 concluse al secondo posto nella tappa con arrivo a Luchon e trovò diversi piazzamenti che gli valsero il terzo posto finale. Al Tour corse con la squadra italiana Automoto capitanata da Ottavio Bottecchia, in cui fu probabilmente il primo gregario della storia del Tour. Riuscì ad aiutare Bottecchia sulle salite e per questo motivo l'italiano lo volle al proprio fianco anche nel Tour del 1925. Qui Buysse riuscì a portare Bottecchia al secondo trionfo mentre lui si guadagnò due frazioni, due secondi posti, diversi piazzamenti e il secondo posto nella classifica generale.
Il Tour de France 1926 fu il più lungo Tour della storia (5.745 km), con 17 tappe lunghe mediamente 338 km. Buysse correva ancora come gregario di Bottecchia che però partiva in condizioni di forma approssimative. All'edizione del Tour vi erano anche i fratelli Jules e Michel. Alla terza tappa Buysse fu sconvolto dalla notizia della morte della figlia e nonostante questo decise di continuare la corsa. Ottenne il primato in classifica alla decima tappa che, iniziata a mezzanotte, prevedeva 326 km e l'ascesa di diverse salite; attaccando durante una tempesta sul Colle d'Aspin nei Pirenei, guadagnò quasi un'ora sul capitano Bottecchia e arrivò solo al traguardo, dopo 17 ore. Buysse vinse anche la successiva tappa pirenaica davanti al fratello Jules, arrivando a Parigi da campione con un vantaggio di più di un'ora e venti minuti sul secondo classificato, il lussemburghese Nicolas Frantz.
Vinse in totale cinque tappe al Tour de France su otto partecipazioni: una nel 1923, due nel 1925 e due nel 1926.
Nel 1927 vinse una tappa alla Vuelta al País Vasco, dove concluse al terzo posto. Dopodiché, corse fino al 1933 senza ulteriori grandi affermazioni.
Morì nel 1980 a 87 anni a Deinze.
Nel 1978 gli fu assegnata la challenge dell'AIOCC. A Deinze gli è stato dedicato un monumento.

## Palmarès

### Strada
- 1913

Bruxelles-Liegi
Giro del Belgio (in linea)
- 1921

5ªtappa Giro del Belgio (Namur > Bruxelles)
- 1923

8ª tappa Tour de France (Perpignano > Tolone)
- 1925

11ª tappa Tour de France (Nîmes > Tolone)
12ª tappa Tour de France (Tolone > Nizza)
- 1926

10ª tappa Tour de France (Bayonne > Luchon)
11ª tappa Tour de France (Luchon > Perpignano)
Classifica generale Tour de France
- 1927

4ª tappa Vuelta al País Vasco (San Sebastián > Las Arenas)

#### Altri successi
- 1923

Critérium di Amsterdam

### Pista
- 1923

Sei giorni di Gand (con Victor Standaert)

## Piazzamenti

### Grandi Giri
- Tour de France

1914: ritirato (10ª tappa)
1919: ritirato (2ª tappa)
1923: 8º
1924: 3º
1925: 2º
1926: vincitore

### Classiche monumento
- Milano-Sanremo

1919: 10º
- Giro delle Fiandre

1922: 5º
1928: 4º
- Parigi-Roubaix

1920: 3º
- Liegi-Bastogne-Liegi

1913: 8º
1920: 2º